# Deutscher Fernsehpreis / Beste Informationssendung
Dieser Artikel listet die Nominierungen und die Gewinner des Deutschen Fernsehpreises in den Kategorien Beste Informationssendung seit seiner Einführung 1999 auf. Die Gewinner werden in einer geheimen Abstimmung durch eine unabhängige Jury ermittelt.

## Geschichte
Die Kategorie Beste Informationssendung wurden 1999, 2003, 2005 und 2007 verliehen.

## Gewinner und Nominierte
Nach der Angabe der nominierten Informationssendung folgt in Klammern der dazugehörige bzw. die dazugehörigen Fernsehsender, der/die an der Informationssendung bzw. mitwirkte/mitwirkten. Die Gewinner stehen hervorgehoben in fetter Schrift an erster Stelle.
| Jahr | Preisträger | Sender        | Nominierung                                                          |
| ---- | --- | ------------- | -------------------------------------------------------------------- |
| 1999 | Kulturzeit - Gert Scobel - Ernst A. Grandits - Susanne Kampmann - Martin Eggenschwyler - Birgit Adler - Tamara Liessem              | 3sat          | WISO (ZDF) ZDF-Morgenmagazin (ZDF)                                   |
| 2003 | HART aber fair - Das Reizthema - Frank Plasberg - Jürgen Schulte - Stefan Wirtz - Niki Pantelous - Karsten Frings - Nicole Kleinert | WDR           | Galileo (Pro7) Lesen! (ZDF)                                          |
| 2005 | Fall Deutschland - Claus Richter - Stefan Aust - Mathias Ziemann - Robert Wortmann                                                  | ZDF/SpiegelTV | ARD-Brennpunkt: Wer regiert Deutschland? (ARD) Wahlarena (NDR / WDR) |
| 2007 | RTL aktuell - Peter Kloeppel | RTL           | Berlin – Tag & Nacht (RTL II) Shopping Queen (Vox)                   |